# Уикипедия на въруски език
Уикипедия на въруски език (на въруски: Võrukeelne Vikipeedia) е раздел на въруски език в Уикипедия. Проектът започва работа през юни 2005 г.
През 2021 г. за първи път Уикипедия на въруски език взима участие в ЦИЕ пролет 2021 – международно събитие, организирано от уикипедианци и уикимедианци от Централна и Източна Европа с цел създаването на статии за участващите държави от региона в Уикипедия на езиците на участващите държави от региона.

## Статистика
Към 28 юни 2025 г. Уикипедия на въруски език съдържа 6809 статии. Регистрирани са 15 648 потребителя, от тях 17 са извършили каквито и да е действия през последните 30 дни, 4 потребителя имат статут на администратори. Общият брой редакции е 183 004.
Брой на статиите
- Октомври 2005 г. – достига 100 статии
- Януари 2007 г. – достига 1000 статии
- Октомври 2012 г. – достига 5000 статии

## Галерия
- Сулев Ива говори за Уикипедия на „Виру IV“ – фино-угорски семинар за Уикипедия, 2020 г.